# آلي ووكر
آلي ووكر (بالإنجليزية: Ally Walker)‏ هي ممثلة أمريكية، ولدت في 25 أغسطس 1961 بتولاهوما في الولايات المتحدة.

## أعمال

### أفلام
- (1992) جندي عالمي[5][6]
- (1996) كازام

### مسلسلات
- أبناء الفوضى
- أميريكان داد!
- المستعمرة

## وصلات خارجية
- آلي ووكر على موقع IMDb (الإنجليزية)
- آلي ووكر على موقع روتن توميتوز (الإنجليزية)
- آلي ووكر على موقع ألو سيني (الفرنسية)
- آلي ووكر على موقع أول موفي (الإنجليزية)
- آلي ووكر على موقع قاعدة بيانات الأفلام السويدية (السويدية)
- آلي ووكر على موقع إن إن دي بي (الإنجليزية)
- آلي ووكر على موقع قاعدة بيانات الفيلم (الإنجليزية)
- آلي ووكر على موقع كينوبويسك (الروسية)